# شهرداری ناپینو
شهرداری ناپینو (به لاتین: Negotino Municipality) یک منطقهٔ مسکونی در مقدونیه شمالی است که در مقدونیه شمالی واقع شده‌است. شهرداری ناپینو ۱۳۲٫۹ کیلومتر مربع مساحت و ۱۹٬۲۱۲ نفر جمعیت دارد.